# Субмарино (фільм, 2010)
«Субмарино» (дан. Submarino) — кінофільм режисера Томаса Вінтерберга, вийшов на екрани в 2010 році. Екранізація роману Юнаса Бенгтссона.

## Зміст
Двох братів не можна назвати зразками для наслідування. Один нещодавно вийшов з в'язниці і зловживає алкоголем, а другий є закінченим наркоманом. Та що штовхнуло їх на криву доріжку? Обоє переживають помилку дитинства, у результаті якої сталися трагічні події. І щоб нормально жити далі, їм доведеться розібратися з демонами минулого.

## Ролі
| Актор                  | Роль                      |
| ---------------------- | ------------------------- |
| Якоб Седергрен         | Нік                       |
| Петер Плаугборг        | брат Ніка, батько Мартіна |
| Густав Фішер Кьєрульф  | Мартін                    |
| Патрісія Шуман         | Софі                      |
| Мортен Розе            | Іван                      |
| Генрік Струбе          | Джиммі                    |
| Гелена Рейнгорд Нойман | Мона                      |
| Дар Салім              | Горан                     |

## Нагороди та номінації
- 2010 — участь в основному конкурсі Берлінського кінофестивалю
- 2010 — кінопремія Північної Ради (Тобіас Ліндхольм, Томас Вінтерберг, Мортен Кауфманн)
- 2010 — номінація на премію European Film Awards найкращому акторові (Якоб Седергрен)